# Seegefecht von Fort Aleksandrowskij

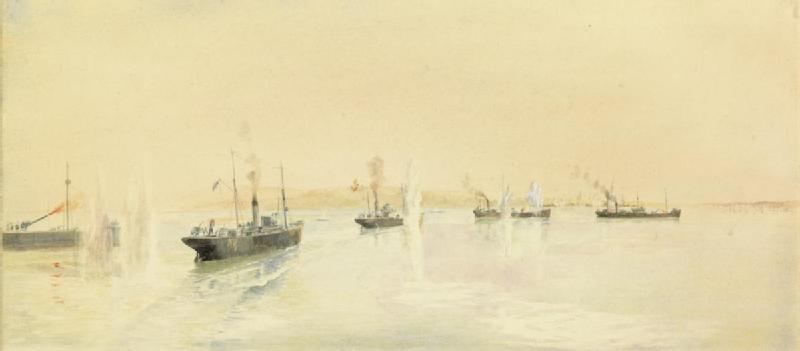
Aufklärung der vorgeschobenen Basis der Bolschewiki in Fort Aleksandrowskij (Kaspisches Meer), Zerstörung der Flotte der Bolschewiki am 21. Mai 1919 (Gemälde des britischen Militärmalers G. L. Parnell, Sammlung des Imperial War Museum)

Das Seegefecht von Fort Aleksandrowskij am 21. Mai 1919 war eine maritime Auseinandersetzung während des Russischen Bürgerkriegs zwischen Einheiten der British Caspian Flotilla der Royal Navy und der Astrachan-Kaspischen Flottille der Roten Arbeiter- und Bauernflotte vor Fort Aleksandrowskij im Kaspischen Meer.

## Strategische Ausgangslage

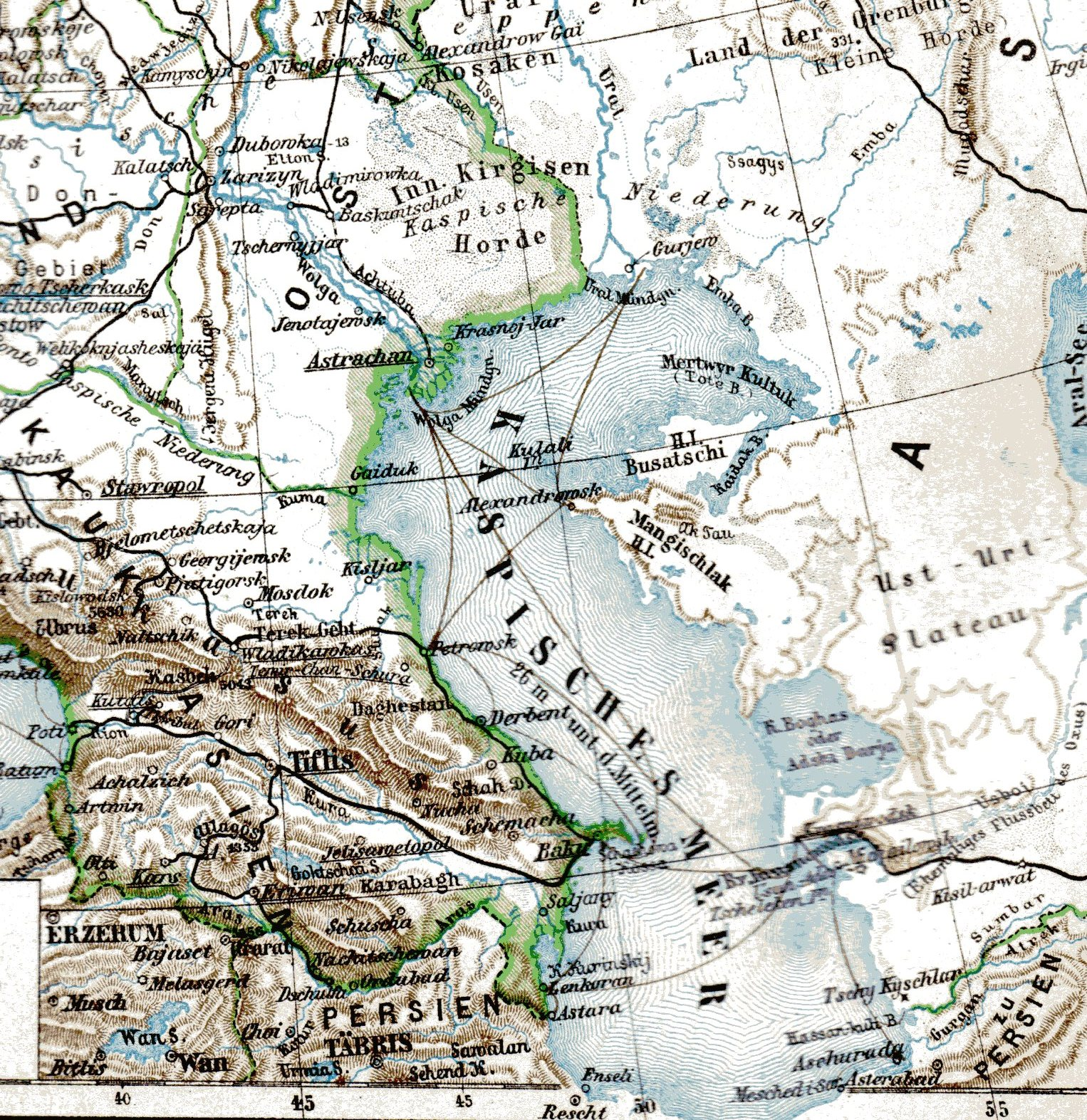
Kaspisches Meer um 1907

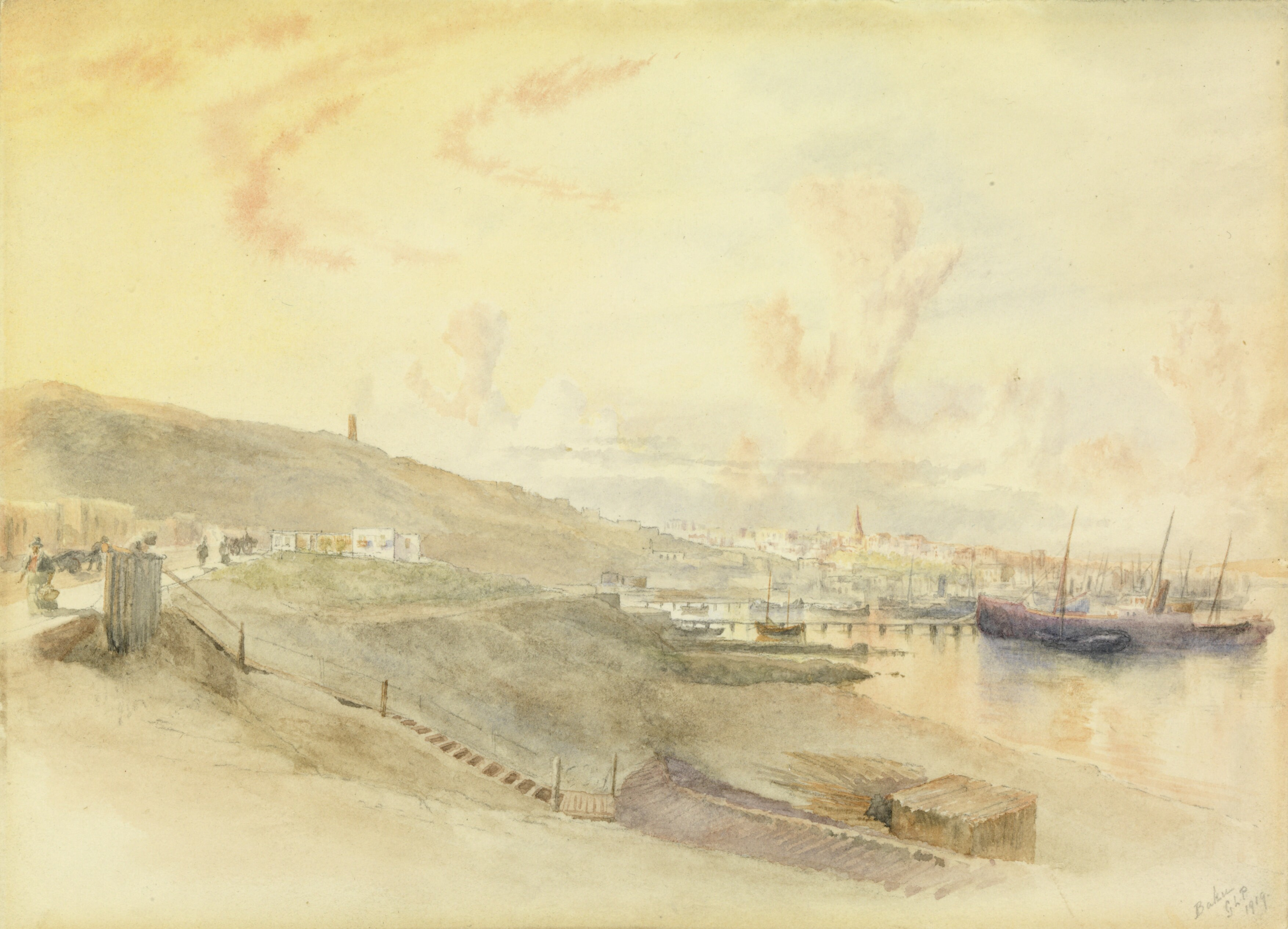
Hauptbasis der Britischen Kaspischen Flotte in Baku (1919)

Am 11. Juli 1918 beschloss das britische Hauptquartier in Bagdad, zur Sicherung der Seeherrschaft auf dem Kaspischen Meer die British Caspian Flotilla aufzustellen. Sie hatte zwei Aufgaben:
1. Die Sicherung des Hafens von Krasnowodsk am östlichen Seeufer, um das Abschneiden der britischen transkaspischen Expedition in das heutige Usbekistan zu verhindern,
2. Die Verhinderung der Einnahme Bakus durch die Rote Arbeiter- und Bauernflotte. Zu diesem Zeitpunkt war Baku die einzige Erdölförderanlage Russlands. Die Regierung Wladimir Iljitsch Lenins in Moskau war daher dringend auf die Ölversorgung aus der Hafenstadt angewiesen.

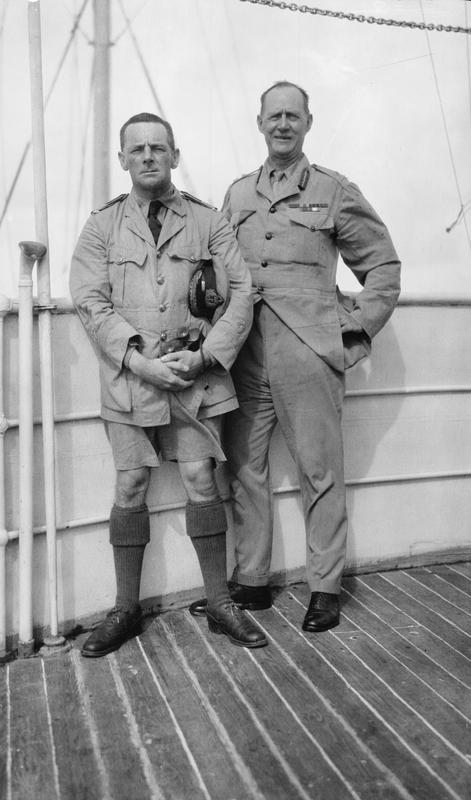
Commodore Norris und General Dunsterforce

Die britische Flottille wurde ab Mitte August 1918 durch Commander David Thomas Norris (1875–1937) in Baku aufgestellt; als Flaggschiff diente der gut 1000 t große frühere russische Passagierdampfer Präsident Krüger, der in HMS Kruger umbenannt wurde. Die Einheiten bestanden sämtlich aus ehemaligen Handelsschiffen, oftmals Tankern, die zu Hilfskreuzern, Kanonenbooten, Flugzeugmutterschiffen und Schnellbootmutterschiffen umgerüstet wurden. Wie schon im Amerikanischen Bürgerkrieg wurden die Schiffe mit Baumwollballen provisorisch gepanzert, vor allem die Maschinenteile. Die Besatzungen bestanden, abgesehen von britischen Marineoffizieren, praktisch ausschließlich aus Angehörigen der russischen Freiwilligenarmee unter Führung Anton Denikins.
Aufgrund der türkischen Besetzung Bakus im September 1918 musste Norris den Ort kurzfristig räumen, konnte ihn aber nach dem Abschluss eines Waffenstillstands am 17. November wieder besetzen. Die Flottille wurde in den nächsten Wochen systematisch ausgebaut, vor allem mit 12 Motorschnellbooten, die zerlegt per Eisenbahn auf der Linie Batum – Baku transportiert wurden. Sie wurden in Petrowsk (heute Machatschkala) und Baku stationiert. In Petrowsk errichtete die Royal Air Force für die No. 266 Squadron RAF einen Stützpunkt für Seeflugzeuge vom Typ Short 184.

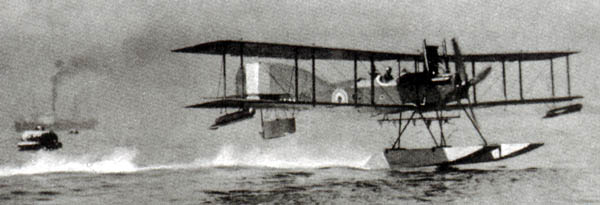
Short 184

Da sich ein großer Teil der früheren zaristischen Kaspi-Flottille als Zentro-Kaspische Flottille selbständig gemacht hatte und im Bürgerkrieg praktisch neutral blieb, wurde die rotrussische Astrachan-Kaspische Flottille mit Einheiten der Baltischen Flotte aus der Ostsee verstärkt, die über das innerrussische Kanalsystem und die Wolga nach Astrachan verlegt wurden. Kurz nach der Ermordung von Karl Liebknecht und Rosa Luxemburg in Berlin im Januar 1919 wurden zu Ehren der deutschen Kommunisten zwei Einheiten der Flottille umbenannt, der Torpedobootszerstörer Finn in Karl Liebknecht als Flaggschiff der Flottille sowie der Tanker Aga Selim in Rosa Luxemburg als größtes Kanonenboot der Formation.

## Das Gefecht
Da die nördliche Hälfte des Kaspischen Meeres in den Wintermonaten zugefroren war, konnte die Kaspische Flottille der Bolschewiki mit ihren Operationen gegen Petrowsk und Baku erst nach dem Auftauen des Eises im späten Frühjahr 1919 beginnen. Ihr Kommandeur, von dem lediglich der Nachname Sachs überliefert ist, nahm mit Teilen der Flottille Ende April 1919 von Astrachan aus Fort Aleksandrowskij ein, dessen Hafen als Stützpunkt für weitere Operationen dienen sollte. Die Flottille der Bolschewiki litt unter Treibstoffmangel, mangelnder Disziplin und dem Fehlen von Fachpersonal, war aber im Gegensatz zur britischen Kaspi-Flottille mit regulären Kriegsschiffen bis hin zu zwei U-Booten ausgerüstet.
Vermutlich, um die technischen Nachteile seiner Einheiten, vor allem ihre relativ langsame Geschwindigkeit und mangelnde Manövrierfähigkeit auszugleichen, entschloss sich Norris zu einem Angriff auf die Flottille der Bolschewiki noch im Hafen von Fort Alexandrowskij. Am 21. Mai 1919, gegen 11:00 Uhr begann er mit einer aus fünf Schiffen bestehenden Division, der 
1. HMS Kruger
2. HMS Venture
3. HMS Asia
4. HMS Windsor Castle (ex Leitenant Schmidt)
5. HMS Emile Nobel

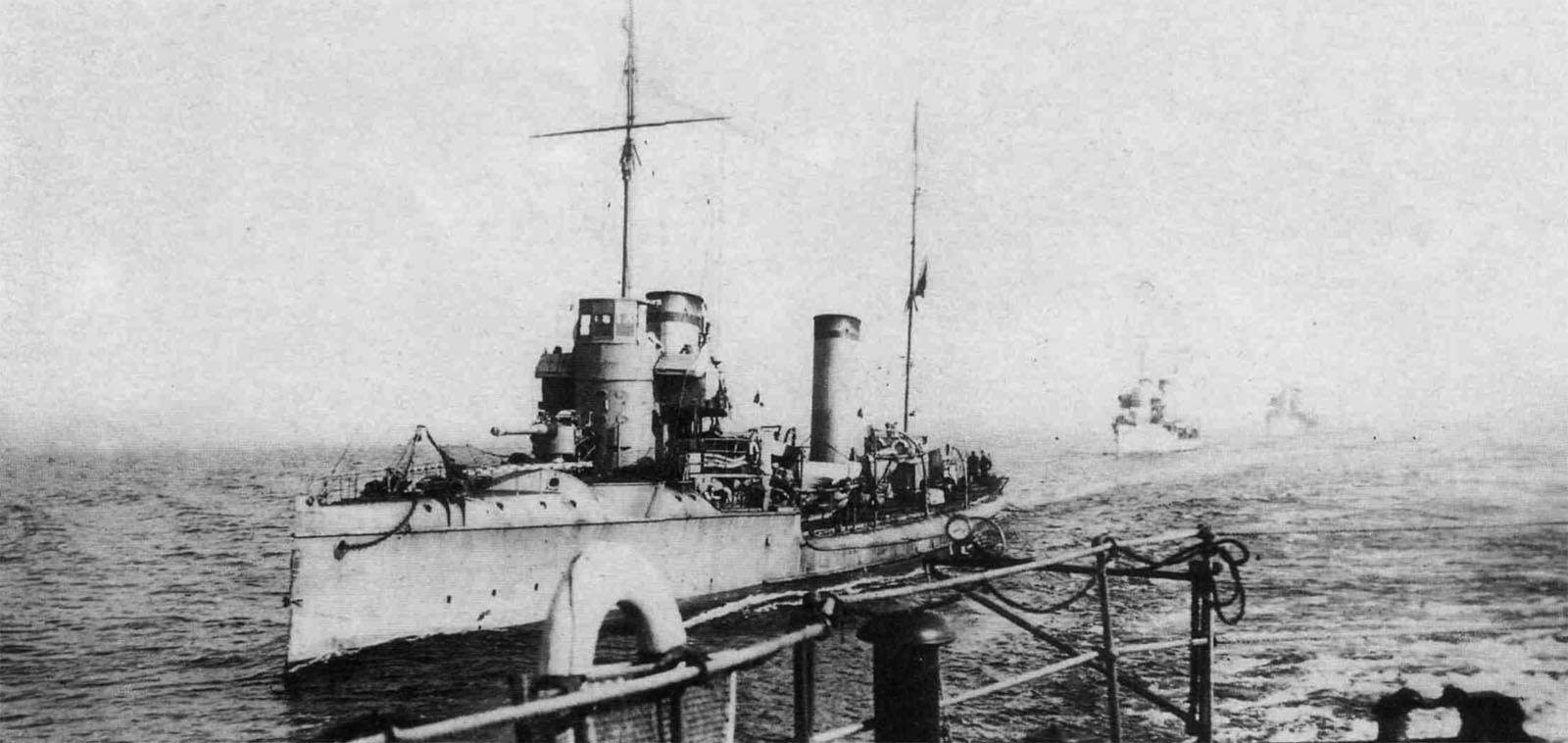
Schiff „Moskwitjanin“

die Beschießung sowohl von Fort Alexandrowsk als auch der im Hafen liegenden Einheiten der Astrachan-Kaspischen Flottille, die sofort das Feuer erwiderten und dabei von Landbatterien unterstützt wurden. Eine weitere Division von Hilfsschiffen, u. a. das Schnellbootmutterschiff HMS Edinburgh Castle und die Flugzeugmutterschiffe Jusanow und HMS Orlionok, angeführt von HMS Sergie, nahm an dem Gefecht nicht teil, sondern verblieb als Reserve. Welche Einheiten im Hafen lagen, ist unbekannt, die britische Seite vermutete jedoch, dass zumindest die Torpedobootszerstörer Karl Liebknecht, Jakow Sverdlow (ex Emir Bucharski) und Moskwitjanin sowie Kanonenboote wie die Rosa Luxemburg und Hilfsschiffe anwesend waren.

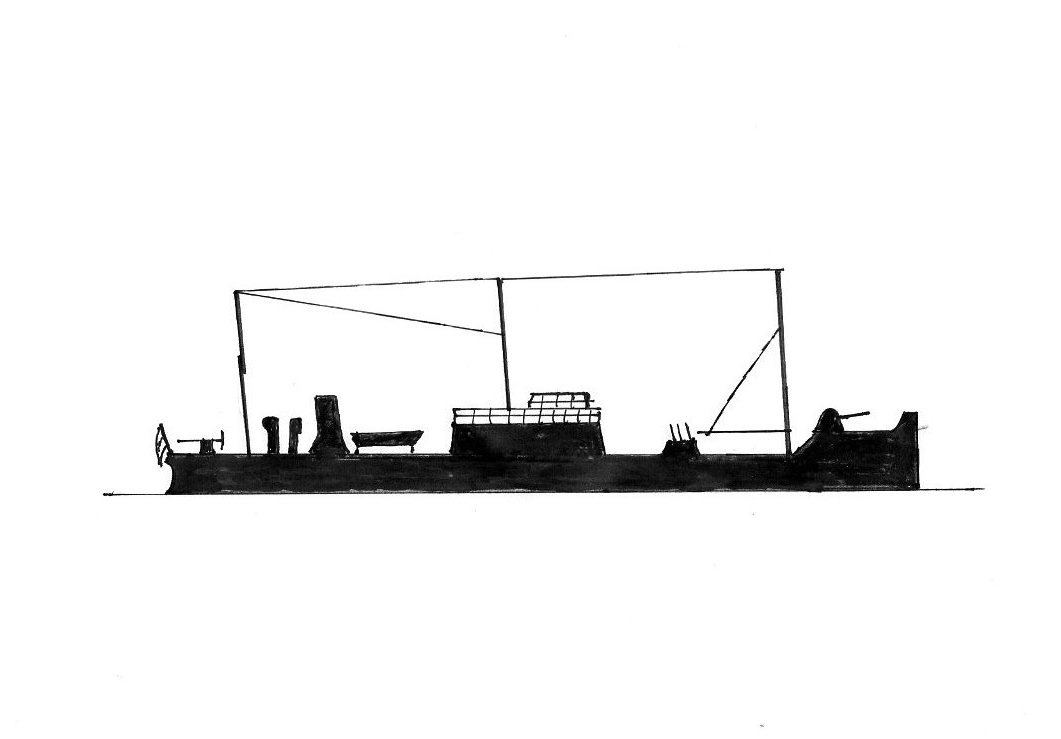
HMS KRUGER (ex russisch PRÄSIDENT KRÜGER), 1918–1919 Flaggschiff der British Caspian Flotilla

Kurz nach 13 Uhr erreichte das Gefecht seinen Höhepunkt, so beschrieben von Zahlmeisterfähnrich Patrick Thornhill (1900–1990) als Geschützführer an Bord des Flaggschiffs HMS Kruger:

„… Ich hatte den größten Tag meines Lebens und war in der glücklichen Lage, zu viel zu tun zu haben, um darüber nachdenken zu können. Was übrigens nicht schlecht war, da die Abpraller von der Küstenbatterie in reichlicher Zahl über uns hinwegflogen. Einer von diesen – ich konnte ihn sehen, ein 7,6-cm-Geschoss, denke ich – flog nur in etwa zwei Metern Entfernung und in Kopfhöhe über das Hauptdeck. Ich weiß nicht, warum niemand getötet wurde, da der ganze Bereich voller Menschen war. Die Geschütze auf der Back spuckten Eisen in einem derartigen Tempo aus, dass einige Heizer bei dem Munitionsnachschub aushelfen mussten…“

Die HMS Kruger wurde von einem 10,2-cm-Geschoss getroffen, das den Maschinentelegraphen und den Steuerkompass zerstörte, so dass sich das Flaggschiff zeitweilig kaum unter Kontrolle seiner Besatzung befand. Die Emile Nobel wurde im Maschinenraum getroffen; fünf Besatzungsmitglieder fielen, sieben wurden verwundet. Die Verluste der kaspischen Flottille der Bolschewiki sind nicht bekannt; in seinem Gefechtsbericht ging Norris davon aus, insgesamt neun größere und kleinere Fahrzeuge versenkt oder zerstört zu haben. Nach der Auswertung von Luftaufnahmen einige Tage später waren offenbar 12 Fahrzeuge versenkt worden, darunter die Moskwitjanin. Allerdings war es den wichtigsten Einheiten der Bolschewiki nach dem Ende des Gefechts gelungen, den Hafen zu verlassen und Astrachan anzulaufen.

## Ergebnisse
Der britische Seesieg war ein taktischer Erfolg, der die Seeherrschaft des Empire und ihrer weißrussischen Verbündeten auf dem Kaspischen Meer bis zur Übergabe der Flottille an die russische Freiwilligenarmee im September 1919 garantierte. Letztlich wurde der Krieg in der Region jedoch durch die Landstreitkräfte entschieden, indem die Rote Armee schließlich den gesamten Kaukasus eroberte. Die weiße Flottille floh daher nach Enseli (Persien, heute Bandar Anzali) ins Exil.
Als Ergebnis dieser Niederlage wurde Fjodor Raskolnikow zum neuen Kommandeur der Kaspi-Flottille der Bolschewiki ernannt und seine Ehefrau Larissa Reissner als Politkommissarin. Raskolnikow führte am 4. April 1920 mit seiner Flottille, deren größtes Schiff die Karl Liebknecht war, die erneute, diesmal kampflose Besetzung von Fort Alexandrowskij durch die Bolschewiki an, in das sich die völlig erschöpften Überlebenden der weißen Uralarmee zurückgezogen hatten. Am 18. Mai 1920 führte er dann einen Handstreich gegen die Reste der weißen Kaspi-Flottille in Enseli durch und nahm dabei auch den kommandierenden britisch-indischen Offizier Hugh Frederick Bateman-Champaign gefangen, der im Operationsgebiet eine Übung beobachtete. Die gesamte ehemalige British Caspian Flotilla wurde von den Mannschaften Raskolnikows besetzt und nach Russland zurückgeführt, im Austausch für die Schiffe wurden Bateman-Champaign und alle britischen Soldaten freigelassen.